# Stigmella ulmiphaga
Stigmella ulmiphaga là một loài bướm đêm thuộc họ Nepticulidae. Nó được tìm thấy ở tây nam Europe, from Áo to Hy Lạp. It is also known from Turkmenistan.
Ấu trùng ăn Ulmus species. Chúng ăn lá nơi chúng làm tổ. Kén của loài sâu bướm này rất giống với kén của Stigmella ulmivora và Stigmella kazakhstanica.